# 742 Evergreen Terrace

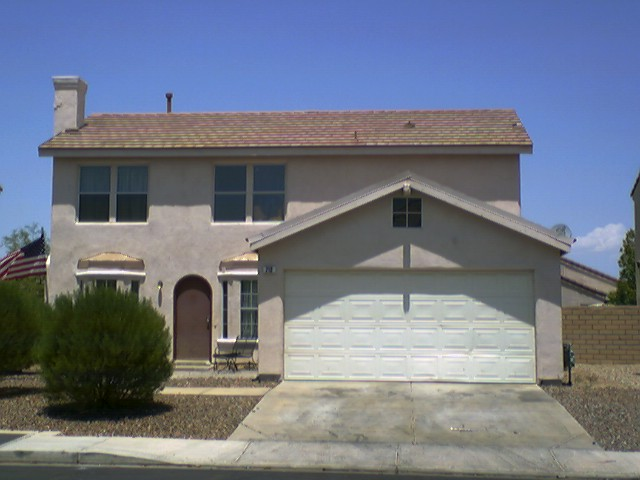
Una réplica real de la casa de la familia Simpson en Henderson, Nevada.

El 742 de Evergreen Terrace (en Hispanoamérica traducido como Avenida Siempreviva 742) es el domicilio ficticio donde vive la familia Simpson, protagonista de la serie de televisión de dibujos animados Los Simpson.

## Historia
El 742 de Evergreen Terrace está situado en la ciudad ficticia de Springfield, (EE. UU.), cuya localización es imposible de descubrir dado que durante la serie se hacen referencias contradictorias. Al igual que la ciudad, al domicilio de los Simpson también se le ha desubicado en varios capítulos cambiando el número de la casa: 59 (Mr. Lisa Goes to Washington), 94 (Blood Feud y Bart the Lover), 723 (Homer the Vigilante), 743 (Beyond Blunderdome), y 1094 (New Kid on the Block), entre otros.
A Matt Groening se le ocurrió la idea de poner este nombre por la calle donde él vivió de niño o también por la universidad a la que acudió desde 1972 hasta 1977, la universidad Evergreen State de Olympia, Washington.

## Descripción
La casa de los Simpson es una vivienda unifamiliar de dos plantas con sótano y desván. Se compone del salón y del comedor. Junto al salón se encuentra la sala de estar, donde Homer Simpson pasa la mayor parte del tiempo viendo la televisión, y junto al comedor se encuentra la cocina. Entrando por un pasillo junto a la cocina se encuentran las puertas de acceso al garaje y al sótano.
La segunda planta se compone del dormitorio de Homer y Marge, que tiene baño propio, y de los dormitorios de Bart, Lisa y Maggie, añadiendo un baño más. Sin embargo, las habitaciones del segundo piso no se pueden ubicar exactamente, ya que a lo largo de los más de 500 capítulos se han ido cambiando de sitio según ha venido mejor al guion.
El ático tiene su entrada por una escalera en el techo, y en el sótano se encuentra una habitación secreta convertida en sauna.

## En la actualidad
En el año 1997 se sorteó en un concurso una casa similar a la de la familia Simpson. La ganadora fue una mujer de 63 años llamada Bárbara Howard. Esta casa está situada en el 712 de Red Bark Lane, en Henderson, Nevada. Los patrocinadores del concurso fueron Pepsi y la cadena Fox. En la entrega, acudió Matt Groening y muchas personas para fotografiarse en la casa y con el autor de la serie.

En Google Maps la casa que está ubicada en la 712 de Red Bark Lane, en Henderson, Nevada. Se encuentra totalmente censurada, se podría decir que esto es para la privacidad de los dueños.